# 陣所之館
35°24′37.3″N 133°53′34.8″E / 35.410361°N 133.893000°E

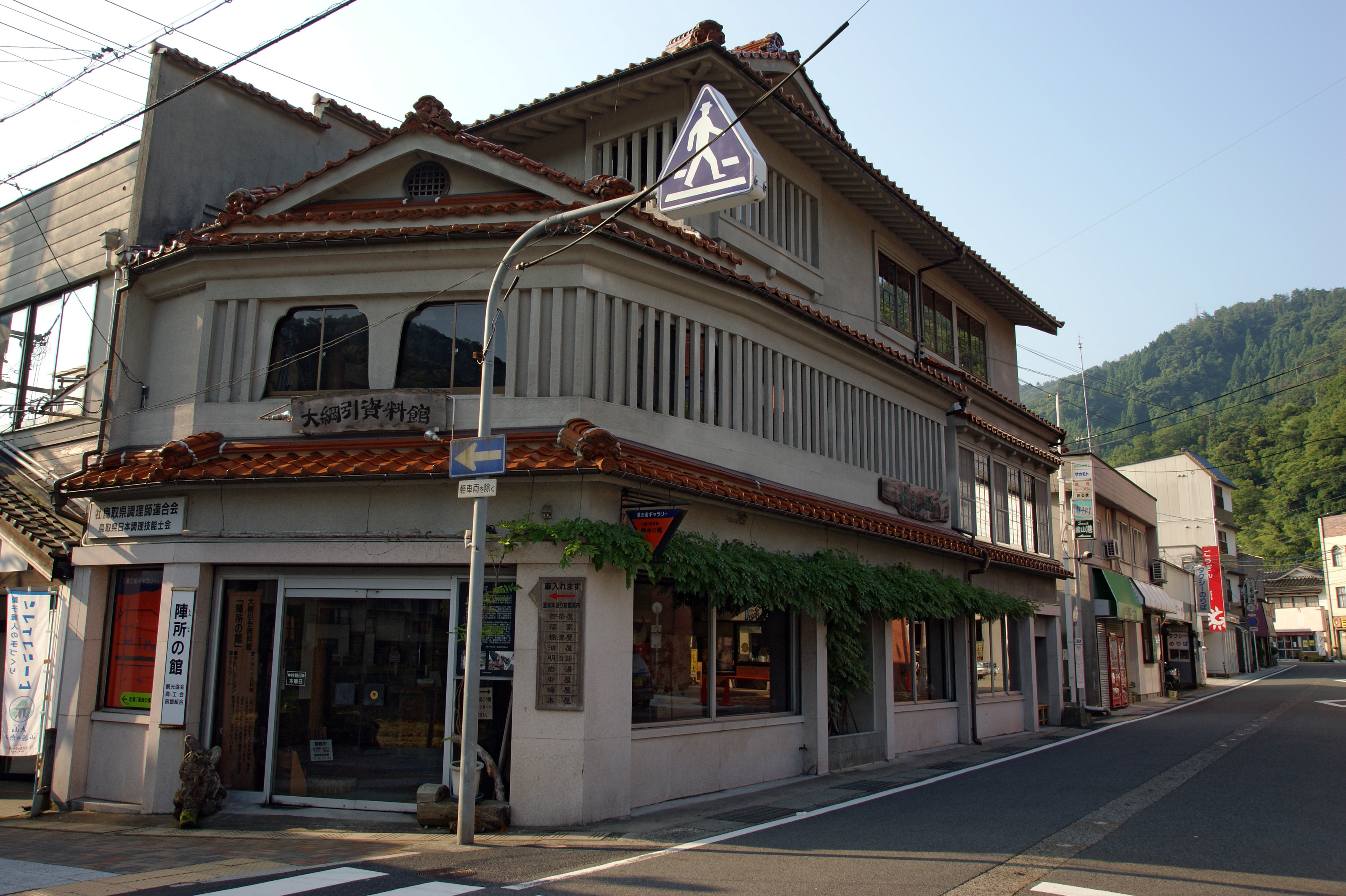
陣所之館外観

拔河資料館 陣所之館是位於日本鳥取縣東伯郡三朝町三朝溫泉區以當地傳統拔河活動為主題的博物館。
三朝溫泉在毎年5月都會在「花湯祭」期間舉辦「陣所拔河」活動，其中使用藤所編織的大型拔河繩，並讓觀光客可以和居民共同參與拔河活動，由於大型的拔河繩成為本地的特色，也因此設立了此博物館展示相關資料及物品，並免費對外開放。

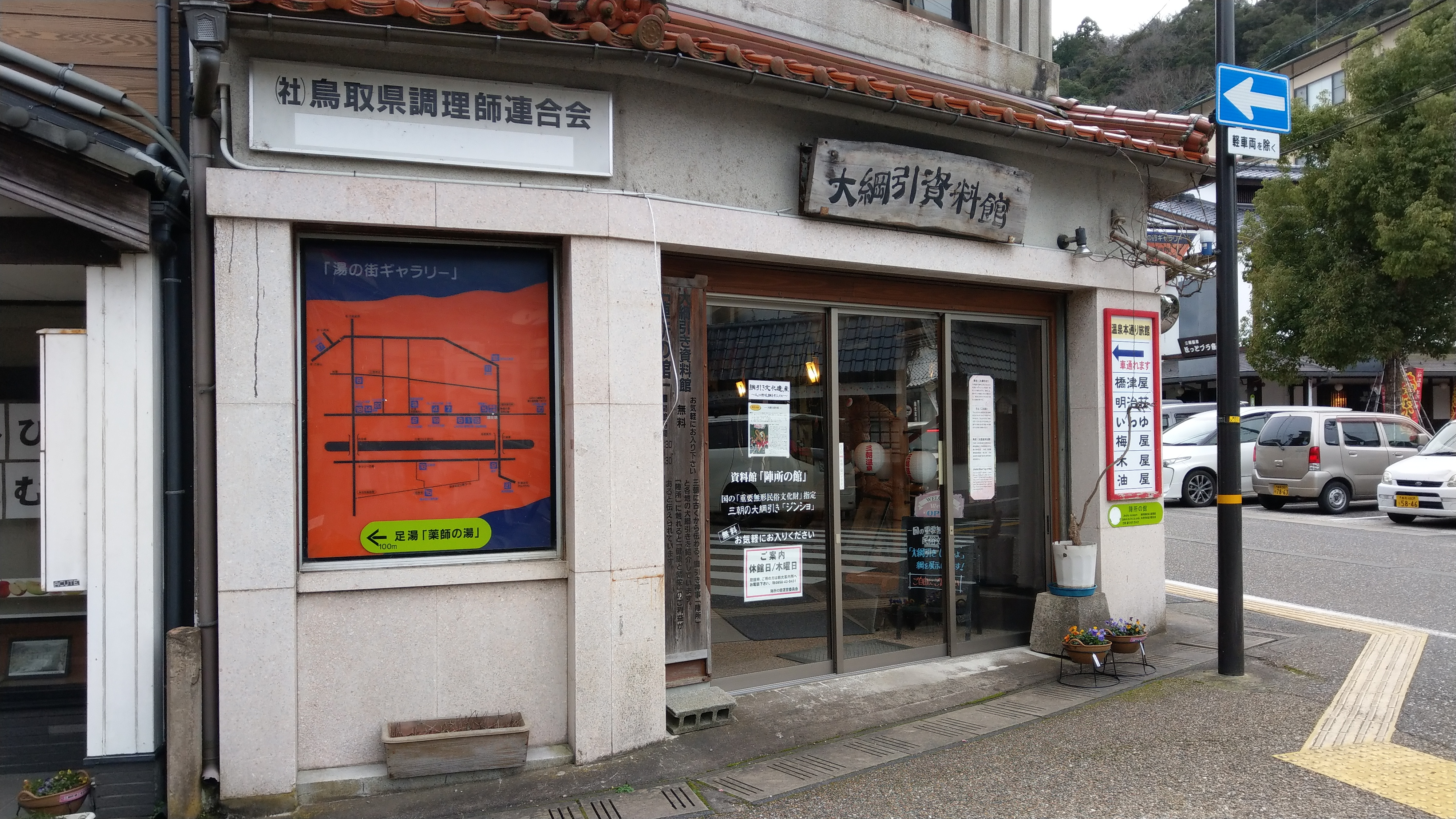
陣所之館入口
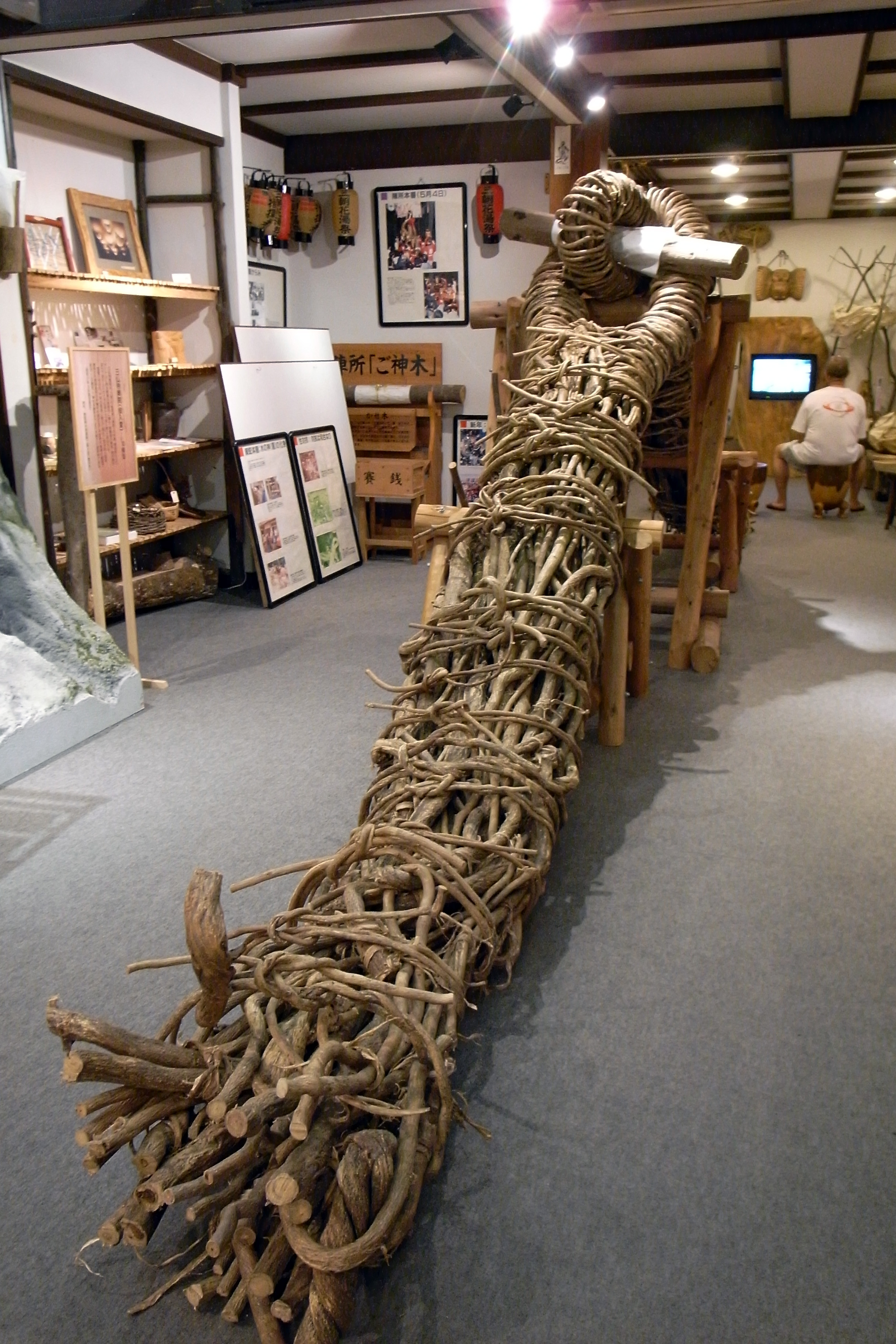
館內展示的拔河繩
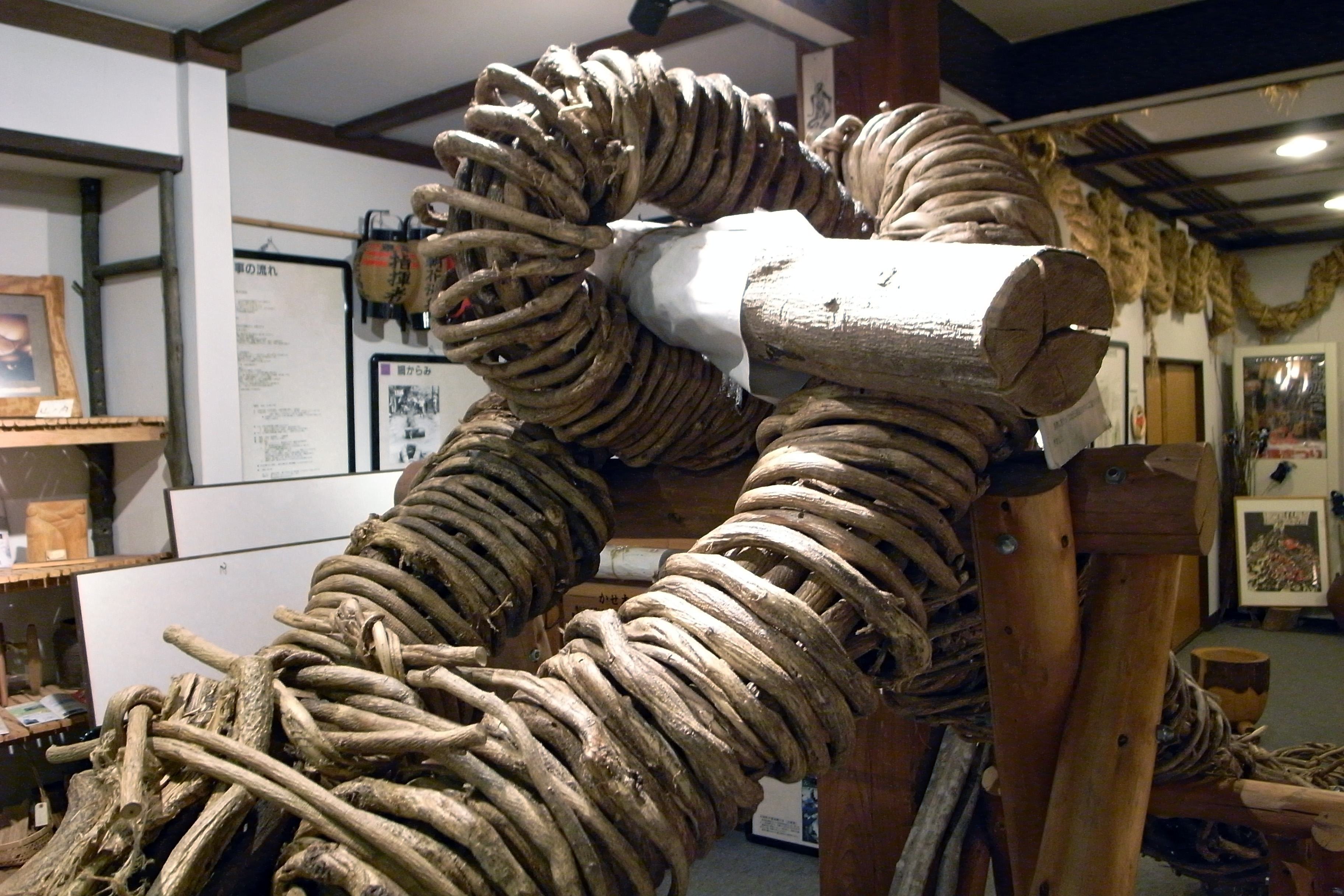
館內展示的拔河繩